# 凶銃ルガーP08
『凶銃ルガーP08』（きょうじゅうルガーピーゼロハチ）は、渡邊武監督、阿部寛主演による日本のバイオレンス・アクション映画。1994年に公開された。

## 概要
原作は大藪春彦のバイオレンス・アクション小説『凶銃ルーガーP08』である（エンドロールには徳間書店刊とある）。
しかし原作にみられる「手に入れた拳銃によって人生を翻弄されるアンチヒーロー」という基本的なプロットと、「いわくつきの拳銃がルガーP08」だということ、「主人公の名前が土井士郎」であること、「ヤクザの理不尽な暴力に対する復讐劇」であること、などというわずかな共通点以外、本作品の物語は全くのオリジナルである。
また、劇中に使用された「コアントロー」や、バーでダンスを踊る場面での「壁に飾られた仮面」などの小道具、阿部寛が演じる土井士郎の服装や挙動（半裸に肩下げガンベルト姿で執拗に身体を鍛える場面）などが、1970年代後半から1980年代中期に製作された松田優作主演のアクション映画と酷似していることから、全編を通して、この作品自体が大藪の映像化作品と、古きよき和製アクション映画との両方へ向けたオマージュともいえる。

## 特記
- 大藪は『凶銃～』の続編として『戻り道はない』を執筆している。過去に原作が再版される際には、2作を収録して1冊としている場合があったが、本作品の物語は「戻り道はない」を一切含んでいない。
- 阿部寛にとって本作は5作目の映画出演であり、役者としてひとつの転機を迎えた作品でもある。阿部は長い不遇時代を乗り越え、本作にて1994年「日本映画プロフェッショナル大賞」の特別賞を受賞した。
- 下積み時代の高島礼子が女性キャスター役で登場するほか、映画監督の三池崇史がバーテンダーの役で出演している。
- 『戻り道はない』は、後に『凶銃･戻り道はない』として1997年ケイエスエス販売によって映像化された。

## あらすじ
気が弱く、職場ではうだつが上がらない商社マンが、ふとした事から手に入れた拳銃・ルガーP08によって、徐々に平凡な人生を狂わされてゆく。

## ストーリー
開廷中の裁判所で突如、書記官が立ち上がり被告人、裁判官を射殺した。後日、犯人の自殺現場に臨場した刑事たちは、凶器の拳銃が、おそらくは数年前より断続的に起こる発砲・殺傷事件に使用されたものと同一である推察する。それはマスコミや警察から「凶銃」と呼ばれる忌わしい拳銃だった……。
歳の離れた妹・柚未（三浦綺音）と2人暮しのさえない商社マン・土井士郎（阿部寛）は、会社からの帰宅途中、不良少年達から襲われる軍服姿のホームレス（大杉漣）を不本意にも助けてしまう。
ホームレスから胸のバッジ（社章）と引き換えに拳銃・ルガーP08を受け取った士郎は、ルガーP08に対して異常な愛着を感じてしまう。日増しに強くなる拳銃に対する感情を抑えきれなくなった士郎は、専門書を入手すると銃を分解するなどして扱いに熟練し、ついに休日になると人知れず野山で実包射撃を試すようになり、通勤するにもひそかに拳銃を携帯するようになった。
次第に身体へ芽生える「得体の知れない力」に呑みこまれていく士郎は、偶然とおりかかった街中でヤクザから虐待を受けている女性を目撃し、まるでルガーP08が宿ったかのような恐ろしい威圧感で女性を助けた。
この出来事を根にもつヤクザから執念深く狙われることになった士郎は、ヤクザの徒党に追いつめられて暴行を受け、窮地に陥った際、ついにルガーP08を人へ向けて発砲、ヤクザの仲間を射殺してしまう。この射殺事件をきっかけにヤクザからの怨恨に一層の拍車をかける結果となり、さらに凶銃ルガーP08の捜査に執着する刑事からも追われることになった。
やがて自身の人格までもが劇的に変貌し、以前の弱々しさがすっかり消え去った士郎は、銃弾を求めて夜の酒場を徘徊するようになった。とあるバーで在日米軍物資横流しの仲介役であるルル（中島宏海）と名乗る女性に出遭い、互いに惹かれあうようになる。この頃から次第に幻覚にも似た白昼夢に悩まされるようになり、士郎の挙動は狂気を帯びて、日本人を見下した黒人の密売人を容赦なく射殺するまでに攻撃的な性格となっていた。
自由奔放な妹を普段から気遣っていた士郎だったが、ヤクザの毒牙は妹へ向けられた。ある日、帰宅した士郎が無造作に届けられた「差出人不明」のビデオテープを再生すると、そこにはヤクザに弄ばれ、強姦される妹の姿があった。強姦の一部始終を記録したテープに錯乱し、ルガーP08で武装した土井士郎は、行く手を阻む私服警官を威圧的な態度で射殺し、憤怒のおもむくままヤクザのアジトへ向かう。
多勢に対し単身で果敢に挑む士郎は、数発の銃弾を受け、負傷しながらも見事なガンアクションでヤクザを殲滅し、ついに妹を救出したのだが、彼の身を案じて抗争現場へルルがかけつけた瞬間、士郎が手放した「凶銃ルガーP08」を拾い上げ、瀕死の様相で銃口を向けたヤクザによって背後から射抜かれ、士郎は妹を抱いたままゆっくり崩れ落ちる。

## キャスト
- 土井士郎：阿部寛
- 軍服のホームレス：大杉漣
- ルル：中島宏海
- 土井柚未：三浦綺音
- 女性キャスター：高島礼子
- 村上刑事：須藤正裕
- おさだ刑事：井田州彦
- 相川部長：六平直政
- 同僚のミサト：鈴木真帆
- カッターナイフのヤクザ・たざわ：星野雄史
- カッターナイフのヤクザの情婦：石原道恵
- ヤクザのボス：軍司眞人

## スタッフ
- 監督：渡邊武
- 製作総指揮：辻裕之
- 企画：末吉博彦：辻裕之
- 脚本：伊藤秀裕
- 撮影：小松原茂
- 照明：須永裕之
- 美術：大坂和美
- 衣装：湯浅昌美
- 録音：佐藤幸哉
- 音響効果：柴崎憲治（サウンドボックス）
- 編集：島村泰司
- 音楽：寺田十三夫
- 助監督：横井健司
- 監督助手：山本英之 / 多胡由章
- 製作担当：阿部直木
- 殺陣/ガンテクニック指導：東郷秀信
- ガンマスター：栩野幸知

## 主題歌・挿入歌
- 「Purple In Dark」
  - 作詞・作曲、ATUKO KITAYAMA（Vocal）、TOMIO TERADA
- 「Lovers In Dark」
  - 作詞・作曲、NAOMI ITOH/TOMIO TERADA、ERI KAMIYA（Vocal）

## 受賞歴
- 第4回日本映画プロフェッショナル大賞
  - 作品賞
  - 監督賞：渡邊武
  - 特別賞：阿部寛
- 第16回ヨコハマ映画祭
  - 新人監督賞：渡邊武